# Rzędowość rzeki

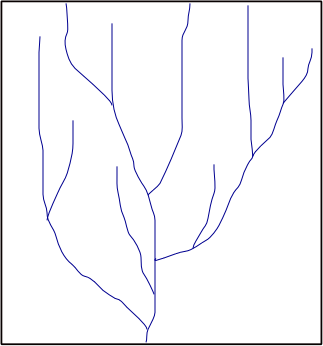
Przykładowa sieć wodna, układ dendrytyczny

Rzędowość rzeki (rzędowość cieku) – forma hierarchicznego przedstawienia systemu sieci rzecznej dorzecza. Znajomość rzędowości rzeki na poszczególnych odcinkach jest podstawą analizy funkcjonowania ekosystemów rzecznych, szczególnie ważnej przy renaturyzacji dolin i koryt rzecznych.
W obrębie jednego systemu rzecznego można wyróżnić różne układy sieci:
- Równoległy
- Dendrytyczny
- Kratowy
- Widlasty
- Pierzasty.

Sieć rzeczna może też być symetryczna lub asymetryczna.

## Podziały rzędowości rzeki

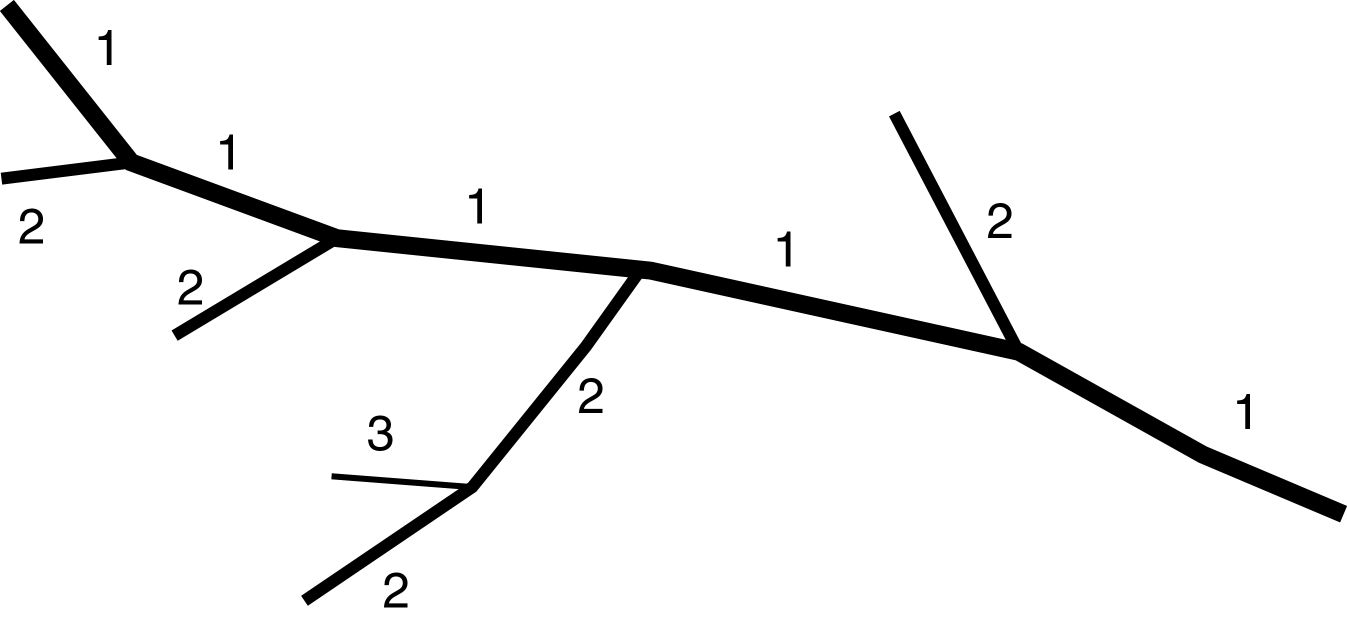
Klasyfikacja tradycyjna

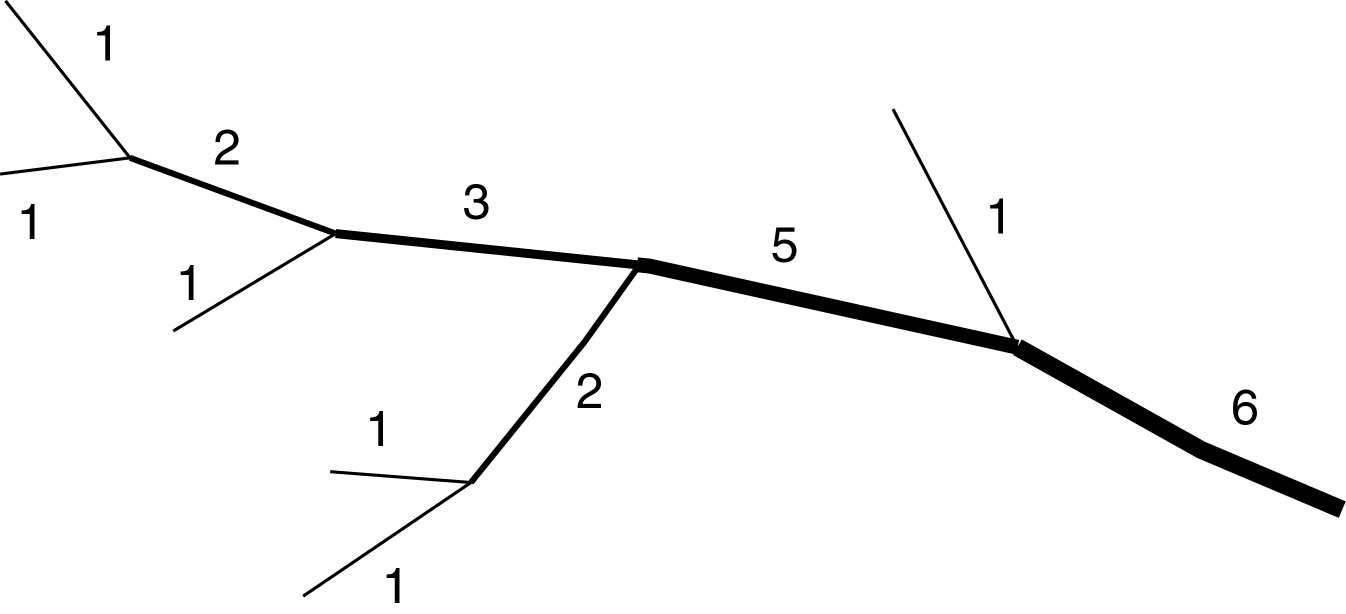
Klasyfikacja Shreve'a

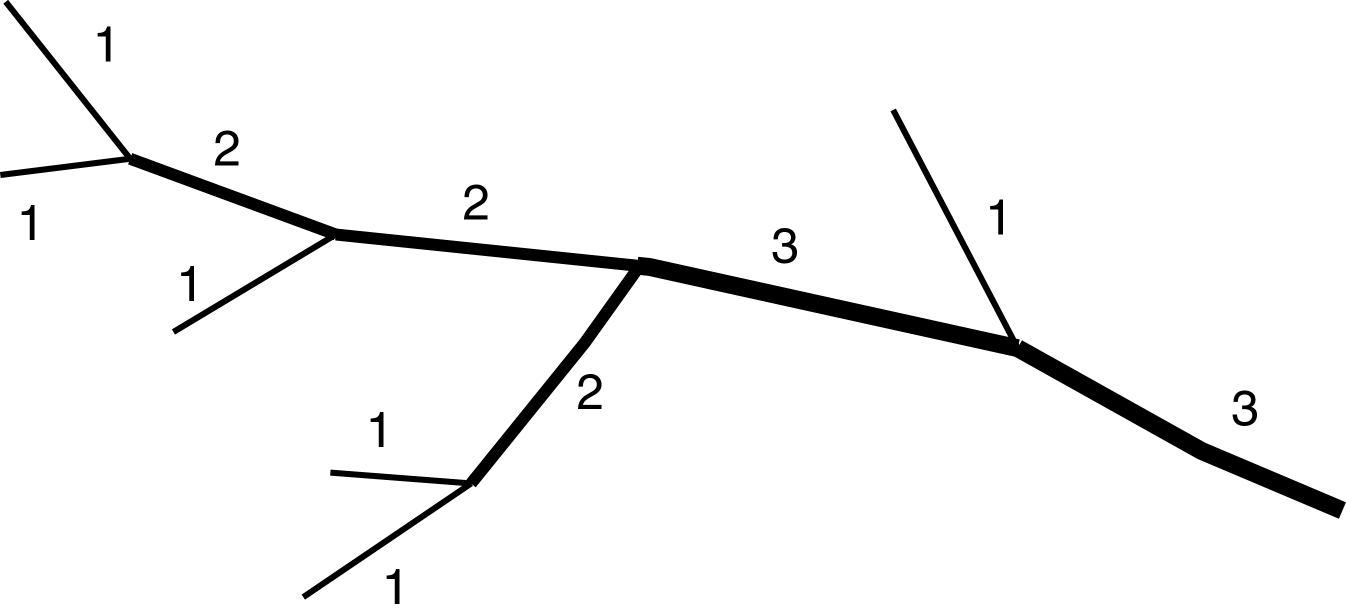
System klasyfikacji Strahlera

Tradycyjny podział klasyfikuje rzeki od ujścia do morza (numeracja rzymska), system Hortona i Strahlera – od źródeł (numeracja arabska).
Tradycyjna klasyfikacja numeryczna
Zgodnie z tradycyjnym podziałem numerycznym dorzeczy za rzekę na całym odcinku I rzędu uznaje się taką, która bezpośrednio uchodzi do morza (np. Wisła, Odra, Słupia, Łupawa, Niemen). Dopływy bezpośrednie do rzeki I rzędu uznaje się za rzeki II rzędu (np. Dunajec). Dopływy zasilające rzeki n-rzędu mają rząd większy o jeden (n+1).
Systemy Hortona i Strahlera
Wraz z upowszechnieniem teorii river continuum, coraz większe uznanie zdobywają systemy klasyfikacji rzek Hortona i Strahlera.
Horton rozwinął hierarchiczny system klasyfikacji sieci rzecznej, zmodyfikowany następnie przez Strahlera. Obecnie jest on powszechnie stosowany.
W systemie Strahlera rzeki o rzędzie n=1 to odcinki początkowe wszystkich rzek niemających jakichkolwiek stałych dopływów (najmniejsze, stale płynące cieki). Dalsza klasyfikacja cieków odbywa się zgodnie z następującymi prawidłami:
- połączenie dwóch cieków rzędu n tworzy ciek rzędu n+1,
- połączenie cieków o różnych rzędach daje w wyniku ciek o rzędzie najwyższym spośród rzędów cieków łączących się.

Przykładowo Bug ma w tej klasyfikacji 7. rząd a Narew w dolnym biegu jest rzeką 6. rzędu.
Wraz ze wzrostem rzędowości cieku maleje zazwyczaj spadek koryta i liczba dopływów, wzrasta natomiast ich długość i wielkość średniego przepływu.
Horton sformułował dwa prawa związane z rzędowością cieków. Jedno opisuje dodatnią korelację pomiędzy rzędem cieku a logarytmem jego długości, drugie opisuje ujemną korelację między rzędem cieku a logarytmem liczby cieków danego rzędu.
Zwykle liczba cieków rzędu n–1 jest od trzech do czterech razy większa niż liczba cieków rzędu n, a każdy ciek niższego rzędu jest w przybliżeniu o połowę krótszy i odwadnia nieco więcej niż jedną piątą obszaru odwadnianego przez ciek wyższego (o jeden) rzędu.
Klasyfikacja Shreve'a
Tak jak w klasyfikacji Strahlera odcinki początkowe mają rząd n=1. Dla pozostałych odcinków rzek ich rząd jest równy sumie rzędów jego dopływów.
Nowsze modyfikacje (klasyfikacja Hughersa i Omernika)
Hierarchiczny system klasyfikacji sieci rzecznej wykorzystywany jest w koncepcji ciągłości rzeki (river continuum) oraz przez ekologów wód płynących. Jednakże w praktyce hierarchiczny system klasyfikacji wód płynących ma wiele wad, podkreślanych przez niektórych uczonych. Cieki pierwszego rzędu są trudne do zidentyfikowania z powodu niejednolitej dokładności map (zalecana jest skala map 1:24 000 lub 1:25 000) oraz różnic pomiędzy latami wilgotnymi i suchymi (w latach suchych niektóre najmniejsze cieki mogą wyschnąć). Ponadto podejście to pomija przyłączenie cieków n-tego rzędu do cieków rzędu n+1. Późniejsza klasyfikacja Strahlera (1952) uwzględnia dopływ cieków pierwszego rzędu do ramion sieci odwadniającej wyższego rzędu, ale ma inne wady. Jako alternatywę Hughers i Omernik (1983) zaproponowali wykorzystanie powierzchni zlewni i natężenia przepływu do oszacowania średniego rocznego odpływu. Wykazali, że powierzchnia zlewni lepiej koreluje ze średnim rocznym odpływem rzecznym niż rząd cieku, a podejście takie umożliwia późniejsze analizy hydrologiczne. Nie wymaga też użycia tak dokładnych map topograficznych, a potrzebne dane zazwyczaj można zaczerpnąć z lokalnych lub państwowych zestawień statystycznych